# 319 pr. n. št.

## Dogodki
- Poliperhon postane makedonski regent.

## Rojstva
- Pir Epirski, starogrški kralj in državnik († 272 pr. n. št.)

## Smrti
- Antipater, makedonski general in državnik (* 397 pr. n. št.)